# Комсомольская улица (Зеленогорск)
Комсомо́льская у́лица — улица в городе Зеленогорске Курортного района Санкт-Петербурга. Проходит от проспекта Ленина до Хвойной улицы. Далее продолжается улицей Восстания.
С 1907 года известно другое название — Сатининская улица. Оно происходит от фамилии домовладельца.
С 1920-х года получила название Sammonkatu. Оно происходит от наименования волшебной мельницы Сампо из карело-финского эпоса «Калевала».
Современное наименование — Комсомольская улица — дано после войны в честь комсомола.
За 50 м до конца Комсомольская улица над водопропускной трубой пересекает 6-й ручей.

## Перекрёстки
- Проспект Ленина
- Дальняя улица
- Разъезжая улица / Объездная улица
- Сосновая улица
- Сосновый переулок
- Хвойная улица / улица Восстания